# Bobbles.tv
bobbles.tv war eine Satelliten- und Internetplattform für Bezahlfernsehen der bubbles media GmbH. Das Angebot aus Fernsehprogrammen und -serien wendete sich primär an rund 14 Millionen Menschen aus Asien, die in Europa leben und arbeiten. Die Sendungen wurden über SES Astra (Satellit) und als Internetfernsehen verbreitet. Das Unternehmen wurde am 14. Dezember 2015 gegründet. Im November 2019 stellte bobbles.tv den Betrieb ein.

## Senderpakete
Die Tarife von bobbles.tv enthielten Fernsehsender für chinesische, indonesische, indische, koreanische, vietnamesische und pakistanische Zuschauer.

## Unternehmen
Gründer und Hauptgesellschafter der bubbles media GmbH war der deutsche Medienmanager Arnold C. Kulbatzki. Zum Gesellschafterkreis gehörte außerdem Torsten Rossmann. Rossmann war Gesellschafter des Nachrichten- und Dokumentationssenders N24 und ist heute Geschäftsführer der WeltN24, einem Tochterunternehmen von Axel Springer.